# 이광 (정위)
이광(李光, ? ~ ?)은 전한 중기의 관료이다.

## 행적
원봉 6년(기원전 75년), 정위에 임명되었다.
소제가 붕어하고, 대장군 곽광은 창읍왕을 황제로 옹립하였으나 곧 폐위되고 선제가 옹립되었다. 이광은 선제 옹립에 힘쓴 공로로 다른 대신들과 함께 관내후에 봉해졌다.
본시 3년(기원전 71년), 면직되었다.

## 출전
- 반고, 《한서》
  - 권19하 백관공경표 下
  - 권68 곽광김일제전

| 전임 주수 | 전한의 정위 기원전 75년 ~ 기원전 71년 | 후임 이의 |